# Rodney Harvey
Rodney Michael „Rod” Harvey (ur. 31 lipca 1967 w Filadelfii, zm. 11 kwietnia 1998 w Los Angeles) – amerykański aktor filmowy i model Calvina Kleina.

## Życiorys

### Wczesne lata
Urodził się w Filadelfii w stanie Pensylwania w rodzinie rzymskokatolickiej. Wychowywał się ze starszym bratem Eddiem i przyrodnią siostrą Beckie. Dyplom szkoły średniej odebrał w więzieniu. Jako nastolatek pragnął zagrać rolę syna tytułowego bohatera w filmie Superman. 

### Kariera
W 1984 w Nowym Jorku został odkryty przez Paula Morrisseya, reżysera i scenarzystę, pomocnika i asystenta Andy’ego Warhola. Morrissey powierzył mu jedną z ról w dramacie sensacyjnym Mixed Blood (1985) o brazylijskich dealerach narkotykowych z Manhattanu z udziałem Johna Leguizamo. 
Po podpisaniu umowy z agentem, Harvey przeprowadził się do Los Angeles, gdzie rozpoczął karierę modela. Pojawił się w layoucie magazynu „Life” z Madonną sfotografowanym przez Bruce’a Webera. Pracował dla Calvina Kleina. W maju 1987 jego zdjęcia trafiły do „Rolling Stone”. Był fotografowany także przez Stevena Meisela.
W telewizyjnej i kinowej wersji Miasteczka Twin Peaks (1990) Davida Lyncha pojawił się jako motocyklista Biker Scotty. Wystąpił też we włoskiej komedii Cicha miłość (La bocca, 1990) z Tahnee Welch i Claudine Auger, dramacie psychologicznym Gusa Van Santa Moje własne Idaho (My Own Private Idaho, 1991) z Riverem Phoenixem i Keanu Reevesem, dreszczowcu Guncrazy - Zawsze strzelaj dwa razy (Guncrazy, 1992) z Drew Barrymore, Billy Drago, Jamesem LeGrosem, Jeremy Daviesem i Joe Dallesandro oraz filmie niezależnym Samotny sługa Boży (God's Lonely Man, 1996) z Justine Bateman i Paulem Dooleyem.

## Życie prywatne
Spotykał się z modelką i aktorką Lisą Marie (1987-1988), córką Paula Anki - Amandą Anką (1987), Magali Alvaredo (1989-1990) i aktorką Roxaną Zal (1992-1994).

### Śmierć
Zmarł 11 kwietnia 1998 w pokoju 222 hotelu Barbazon w Los Angeles w Kalifornii w wieku 30 lat z przedawkowania narkotyków.

## Wybrana filmografia
- 1985: Mixed Blood jako Jose
- 1985: Delivery Boys jako Fast Action
- 1988: Salsa jako Ken
- 1990: Miasteczko Twin Peaks jako Biker Scotty
- 1991: Moje własne Idaho jako Gary
- 1992: Guncrazy - Zawsze strzelaj dwa razy (Guncrazy) jako Tom